# Louis Huguet-Chateau
Louis Huguet-Chateau (parfois orthographié Huguet-Chataux), né le 5 mars 1779 à Saint-Domingue et mort le 8 mai 1814 à Paris, est un général français de la Révolution et de l’Empire. Son nom figure sur le pilier Ouest de l'arc de triomphe de l'Étoile à Paris.

## Biographie

### Carrière militaire
Après avoir fait ses humanités à l'École polytechnique, le jeune Louis embrasse la carrière des armes. Officier de valeur, il se distingue en Espagne, en Russie, en Allemagne, en Saxe et en France où sa bravoure est remarquée. Il a participé à pratiquement toutes les batailles de l’Empire. Il brigue la fonction d'aide de camp du général Sahuguet, puis du maréchal Claude-Victor Perrin dit Victor, son beau-père. Officier de la Légion d'honneur le 6 août 1811, il est général de brigade le 16 novembre 1813 et chevalier de l'Empire le 19 juin de la même année.
Le 29 janvier 1814, il se couvre de gloire à la bataille de Brienne : les troupes parviennent à prendre le château grâce à une remarquable charge du général Chateau, guidé par Royer, un camarade d'enfance de Napoléon Bonaparte.

### Bataille de Montereau, 18 février 1814
À peine reposé de la victoire de Nangis, Napoléon s'avance sur Montereau-Fault-Yonne et commande une attaque générale : le général Huguet-Chataux doit se porter, ainsi que les généraux Gérard et Pajol, sur cette ville d'un mouvement combiné. Les divisions de Gérard, épuisées par deux jours de combats acharnés, laissent au général Chateau la tâche de conduire l'assaut. Ce dernier arrive à la tête de sa division au pied de la colline qu'il commence à gravir, mais les obstacles sont nombreux. Les hommes de Huguet-Chateau tentent alors une attaque vers la droite, où la pente est plus douce. Entraînant ses hommes à sa suite, il ordonne la charge et c'est alors qu'il est atteint par une balle qui le renverse. Victor, qui assiste à la scène, se précipite vers son gendre et le prend dans ses bras. Hébété par la blessure de Chateau, Victor ne prend plus la moindre décision et l’attaque s’en ressent aussitôt.

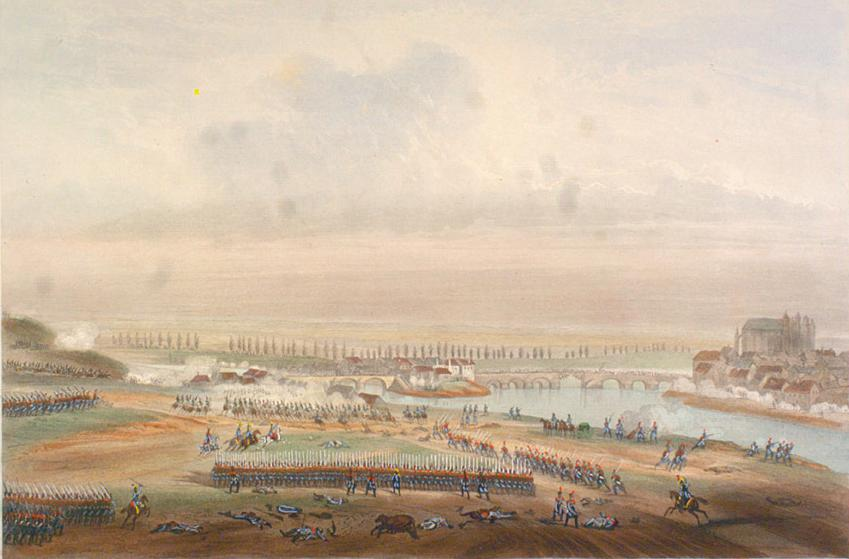
La bataille de Montereau, lors de laquelle Louis Huguet-Chateau trouve la mort.

Cette journée, qui coûte huit mille hommes dont cinq mille prisonniers, quatre drapeaux et six pièces de canon à l'ennemi, s'achève par une brillante victoire. Toutefois, Napoléon, qui depuis deux jours a vu les fautes se multiplier autour de lui, reçoit durement le maréchal Victor à son quartier général de Surville et lui donne la permission de quitter l'armée. Le maréchal essaie alors de se justifier : il prononce le nom de son gendre blessé mortellement et se met à pleurer. Touché, Napoléon tend la main au maréchal qui lui dit : « je ne quitterai pas l'armée, je vais prendre un fusil, je n'ai pas oublié mon ancien métier, Victor se placera dans les rangs de la garde… »
Huguet-Chateau meurt des suites de ses blessures le 8 mai 1814 à Paris, à l'âge de 35 ans. Enterré au cimetière du Père-Lachaise – où sa tombe côtoie celle d'Auguste Comte, célèbre philosophe et positiviste –, il repose dans la 17e division. Près de lui repose également son épouse née Victorine Perrin de Bellune, fille du maréchal Victor. Son nom est inscrit sur le pilier Ouest de l'arc de triomphe de l'Étoile.

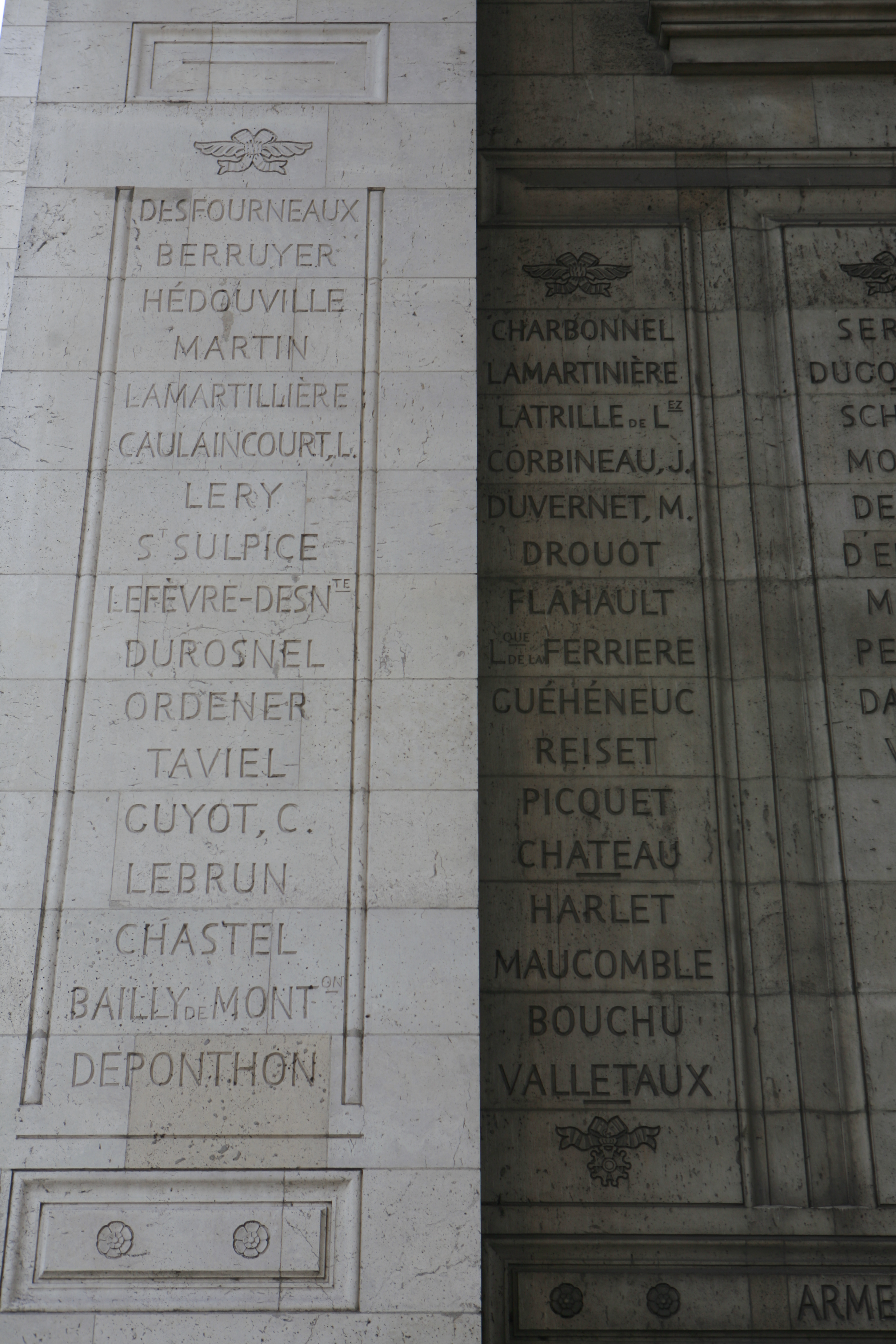
Noms gravés sous l'arc de triomphe de l'Étoile : pilier Ouest, 31e et.

### Mariage
Il épouse le 9 mai 1811 à Paris la fille du maréchal Victor, Victorine de Bellune (1792-1816). Ils ont deux enfants : Gustave de Chateau et Louis Huguet de Chateau ;  devenue veuve, cette dernière épouse en secondes noces le comte de Lusignan.

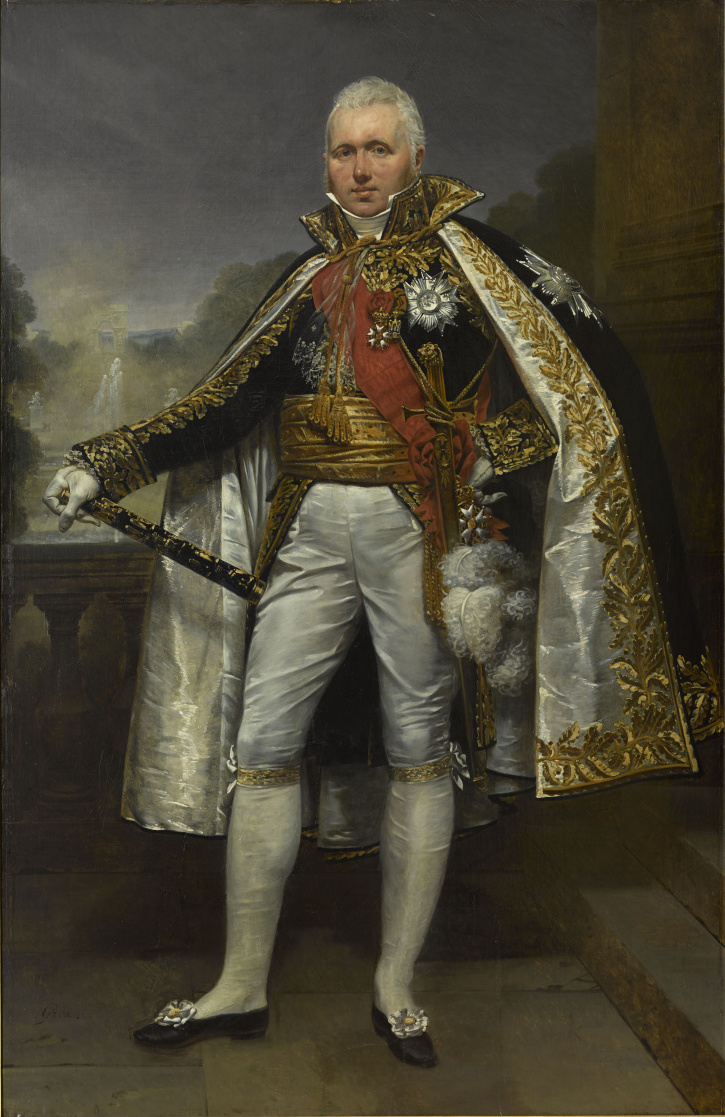
Claude-Victor Perrin, duc de Bellune, maréchal de France et beau-père de Louis Huguet-Chateau.

L'erreur de graphie du nom Huguet-Chateau (écrit Huguet-Chataux) est très fréquente et incompréhensible ; du reste, seul le nom « Chateau » figure sur les piliers de l'arc de triomphe.

### Le quartier Chateau à Fontainebleau
Le quartier Chateau (parfois orthographié « Chataux ») appelé le « petit quartier de cavalerie » lors de sa construction, a été élevé en 1884 sur l’emplacement qui, avant la Révolution, abrite les grandes écuries du comte d’Artois. Ce terrain est vendu en 1791 comme bien national. Ce quartier de cavalerie devint un centre mobilisateur en 1939, puis de 1947 à 1967, le siège du détachement britannique du commandement centre Europe de l’OTAN. Il est appelé ainsi en mémoire du général Chateau. Aujourd’hui le quartier Chateau est rattaché à l’École de gendarmerie de Fontainebleau.

## Distinctions
- Officier de la Légion d'honneur